# حسام عبد اللطيف
حسام عبد اللطيف (من مواليد 8 مارس 1971)، هو لاعب رياضي مصري بارالمبي، شارك بشكل أساسي في منافسات دفع الجلة ورمي القرص من فئة F57.
شارك حسام في دفع الجلة والقرص في كلاهما دورة الألعاب البارالمبية الصيفية لعامي 2000 و2004، حيث حصل مرتين على الميدالية البرونزية في رمي القرص فئة F57.